# Tramway de Krasnoïarsk
Le tramway de Krasnoïarsk est le réseau de tramways de la ville de Krasnoïarsk, en Russie. Le réseau est composé de cinq lignes.

## Réseau actuel

### Aperçu général
Le réseau compte cinq lignes :
| Ligne                 | Trajet                                 | Nombre de rames |
| --------------------- | -------------------------------------- | --------------- |
| 2                     | Пос. Энергетиков — КрасТЭЦ             | 1               |
| 4                     | КрасТЭЦ — Предмостная площадь          | 19              |
| 5                     | Пос. Энергетиков — Предмостная площадь | 10              |
| 6                     | Предмостная площадь — Пос. Энергетиков | 10              |
| 7                     | Предмостная площадь — КрасТЭЦ          | 19              |
| Nombre total de rames | Nombre total de rames                  | 59              |